# Pénélope Bagieu

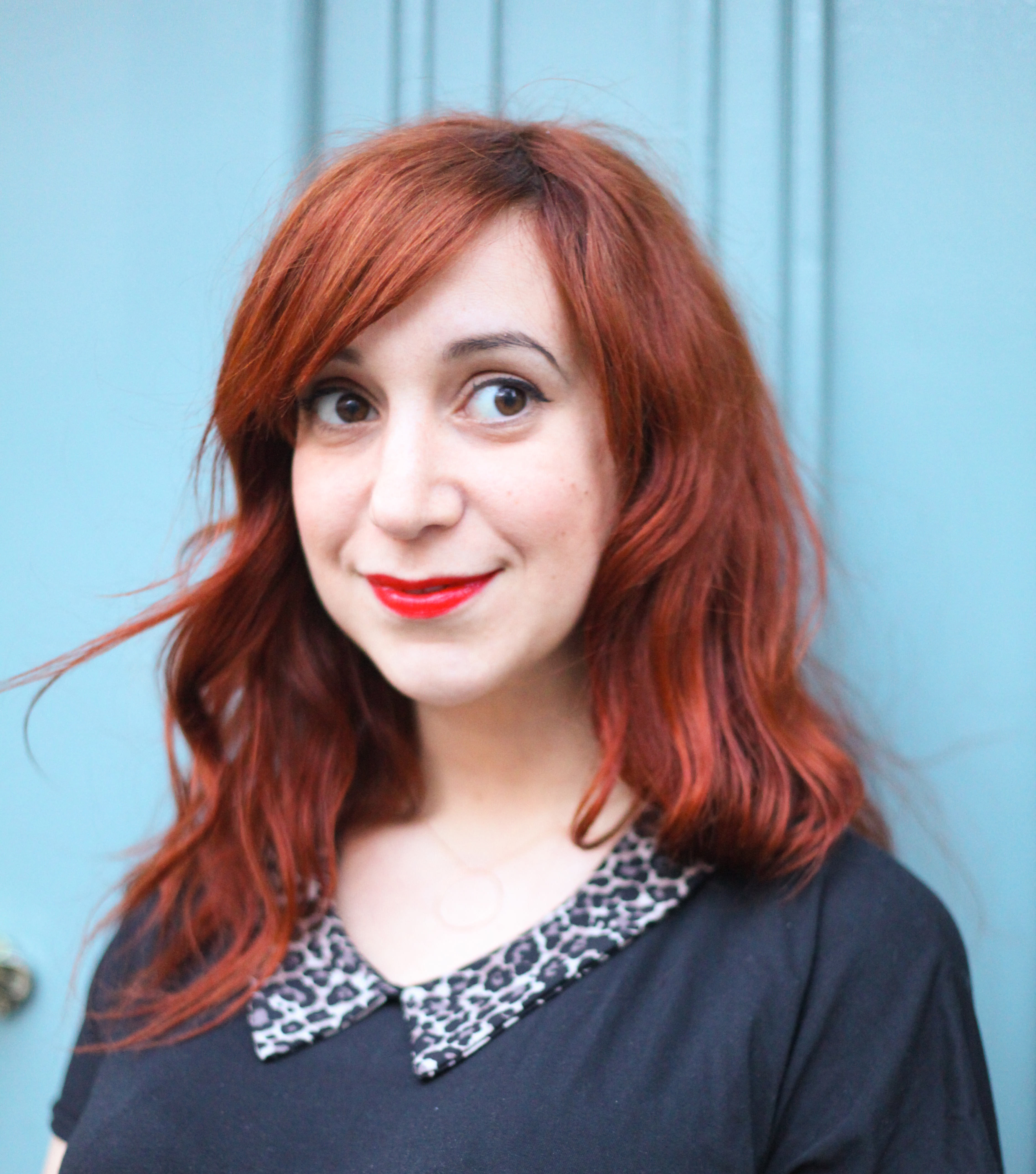
Pénélope Bagieu

Pénélope Bagieu (Paris, 1982) é uma cartunista francesa que tornou-se conhecida graças ao seu blog “Ma vie est tout à fait fascinante”, onde ilustrou em banda desenhada alguns momentos da sua vida. Tem várias obras publicadas, entre as quais se destacam: a colecção Joséphine, o Cadavre Exquis e Les Culottées (publicado em Portugal com o título Destemidas). Recebeu vários prémios pelos seus livros, nomeadamente um Prémio Eisner em 2019. 

## Percurso
Pénélope Bagieu nasceu em 1982, na cidade de Paris e passou a infância na Córsega. Ela possui um bacharelato em Economia Social e formou-se em animação em 2006 na École nationale supérieure des Arts Décoratifs de Paris com notas muito baixas, chegam-lhe a dizer para pensar em fazer outra coisa. De seguida foi estudar na Central Saint Martins College of Art & Design em Londres, após obter o diploma ela dedica-se à ilustração.
Entretanto realizou uma curta metragem de animação, intitulada Fini de Rire que foi transmitida na televisão no Canal+ e que foi nomeada para vários festivais de cinema, entre eles o Festival Internacional de Cinema de Amiens de 2006 e o Festival Internacional do filme de animação de Annecy de 2007.
Produziu ilustrações para uma campanha publicitária para uma marca de alimentos congelados para a televisão, posteres e Internet. Ela ficou conhecida através do blog  A Minha vida é completamente fascinante onde, onde conta de forma humorística alguns episódios do seu dia a dia. 
Em 2008, lançou o primeiro volume da colecção Joséphine, uma banda desenhada em que as ilustrações e os textos são da sua autoria os textos e ilustrações, sobre uma personagem encomendado pela revista Femina. 
No Natal desse ano, ela cria o site Mon beau sapin em parceria com a Cruz Vermelha francesa e a operadora de telecomunicações Orange, com o objectivo de oferecer presentes a crianças carenciadas 
Em 2009, ela torna-se responsável por uma das secções do site madmoiZelle, onde partilha vídeos das suas bandas desenhadas favoritas.
Publica Cadavre Exquis, a sua primeira novela gráfica, sendo da sua autoria o argumento e os desenhos. Com ele ganhou em 2011, o prémio SNCF no festival de Angoulême e o prémio dBD de melhor livro de humor. 
Participa do festival de Cannes de 2011 como enviada especial do canal Arte. No ano seguinte, em 2012, colabora com o designer Boulet e publica La Page blanche. Enquanto ele trata do enredo ela cria os desenhos. 
Em 2013, a realizadora Agnès Obadia lança o seu filme Joséphine, uma adaptação cinematográfica da banda desenhada de Bagieu, com o mesmo nome e no qual o papel principal foi desempenhado por Marilou Berry que três anos mais tarde adaptada para cinema, a sequela "Joséphine s'arrondit". 
Em Setembro de 2013, publicou com Joann Sfar o primeiro volume de Stars of the Stars. Sfar é responsável pelo argumento enquanto Bagieu fica encarregue de o ilustrar.  Ainda em 2013, após conhecer Claire Nouvian, a fundadora da associação ambientalista BLOOM na Conferência TED de Paris, ela cria e publica uma pequena banda desenhada destinada a alertar o público sobre os perigos da pesca de arrasto, tendo convidado os seus leitores a assinarem uma petição da associação. Este apelo permitiu recolher centenas de milhares de assinaturas. 
Dois anos mais tarde, em 2015, foi morar para Nova York e onde termina a novela gráfica California Dreamin'. 
Em 2016, escreve e desenha Les Culottées (publicado em Portugal com o título de Destemidas), uma série de pequenos contos biográficos sobre mulheres que se destacaram, nomeadamente Frances Glessner Lee, Anette Kellerman, Joséphine Baker, Tove Jansson e Wu Zetian, entre outras. Começa por partilhar as bandas desenhadas no site do jornal Le Monde e mais tarde publica em livro. O primeiro volume sai em Setembro de 2016 e o segundo em Janeiro de 2017.  Estes serão, em 2020, transformados numa série de animação com 30 episódios para a televisão francesa, posteriormente é traduzida para italiano e português onde é emitida pela Rai em Itália e na RTP2 em Portugal. 

## Prémios e Reconhecimento
Em 2011,  vence o prémio SNCF no festival de Angoulême e o prémio dBD de Melhor Livro de Humor com a novela gráfica Cadavre Exquis. 
Por ocasião do 40º Festival Internacional de Banda Desenhada de Angoulême, em Fevereiro de 2013, recebeu a insignia Chevalier des Arts et des Lettres da ministra francesa da Cultura e Comunicação, Aurélie Filippetti. 
Com Les Culottées que ganha o Prémio Eisner pela melhor edição americana de uma obra internacional, a maior distinção que uma obra de banda desenhada pode receber no mundo. 

## Ligações Externas
- Penélope Bagieu inova nos quadrinhos
- Opinião de Maria João Covas sobre o livro "Destemidas" de Pénélope Bagieu
- Série Destemidas na RTP
- Les Culottées na TV France